# Eulenbis
Eulenbis là một đô thị ở huyện Kaiserslautern, bang Rheinland-Pfalz, phía tây nước Đức. Đô thị Eulenbis có diện tích 3,97 km².